# Discographie de Pitbull
 (octobre 2016).
.
La discographie du rappeur américain Pitbull est composée de douze albums studio, une compilation, un album remixé, quatre mixtapes, soixante-neuf singles, onze singles promotionnels et trente-sept clips vidéo.
M.I.A.M.I., le premier album de Pitbull, a été commercialisé le 24 août 2004 au label TVT Records. Il a été classé quatorzième dans le classement Billboard 200. Le single principal de l'album intitulé Culo a été classé trente-deuxième au Billboard Hot 100. L'album exposait au total quatre singles : That's Nasty, Back Up, Toma et Dammit Man. Money Is Still a Major Issue, un album remixé a été commercialisé le 15 novembre 2005. El Mariel, second album de Pitbull, a été commercialisé le 30 octobre 2006 et était composé de quatre singles : Bojangles, Ay Chico (Lengua Afuera), un remix de Dime et Be Quiet. The Boatlift, troisième album de Pitbull a été commercialisé le 27 novembre 2007. Le second single de l'album intitulé The Anthem, a été classé trente-sixième au Billboard Hot 100, et devient le deuxième single à succès après le titre Culo. Le single a également été un succès dans les territoires européens.

## Albums

### Albums studio
| Titre          | Album | Classement               | Classement                | Classement | Classement | Classement | Classement | Classement | Classement | Classement | Classement  | Certifications                                                                  |
| Titre          | Album | Billboard 200 États-Unis | Top Rap Albums États-Unis | Canada     | Australie  | France     | Allemagne  | Irlande    | Espagne    | Suisse     | Royaume-Uni | Certifications                                                                  |
| -------------- | --- | ------------------------ | ------------------------- | ---------- | ---------- | ---------- | ---------- | ---------- | ---------- | ---------- | ----------- | ------------------------------------------------------------------------------- |
| M.I.A.M.I.     | - Released : 24 août 2004 - Label : TVT - Formats : CD, LP, cassette, téléchargement digital                         | 14                       | 1                         | —          | —          | —          | —          | —          | —          | —          | —           | - États-Unis : Or                                                               |
| El Mariel      | - Date de sortie : 30 octobre 2006 - Label : TVT, Bad Boy Latino - Formats : CD, LP, téléchargement digital          | 15                       | 2                         | —          | —          | —          | —          | —          | —          | —          | —           |                                                                                 |
| The Boatlift   | - Date de sortie : 27 novembre 2007 - Label : Poe Boy, TVT, Bad Boy Latino - Formats: CD, LP, téléchargement digital | 50                       | 5                         | —          | —          | 27         | —          | —          | 90         | 23         | —           |                                                                                 |
| Rebelution     | - Date de sortie : 1er septembre 2009 - Label : Polo Grounds, J, Mr. 305 - Formats : CD, LP, téléchargement digital  | 8                        | 1                         | 3          | 65         | 24         | 34         | 88         | 74         | 8          | —           | - Canada : Or - Mexique : Or                                                    |
| Armando        | - Date de sortie : 2 novembre 2010 - Label : Polo Grounds, J, Mr. 305 - Formats : CD, téléchargement digital         | 65                       | 6                         | —          | —          | —          | —          | —          | —          | —          | —           | - États-Unis : Or (Latin)                                                       |
| Planet Pit     | - Date de sortie : 17 juin 2011 - Label : Polo Grounds, J, Mr. 305 - Formats : CD, téléchargement digital            | 7                        | 2                         | 4          | 5          | 14         | 6          | 15         | 5          | 3          | 11          | - Australie: Or - Canada: Platine - Angleterre: Or - Allemagne: Or - Suisse: Or |
| Global Warming | - Date de sortie : 16 novembre 2012 - Label : Polo Grounds, RCA, Mr. 305 - Formats : CD, téléchargement digital      | 14                       | 1                         | 12         | 14         | 43         | 21         | 59         | 38         | 15         | —           | - Australie: Or - Etats-Unis: 2 × Platine - Angleterre Or - Canada: Platine     |
| Globalization  | - Date de sortie : 24 novembre 2014 - Label : Polo Grounds, RCA, Mr. 305 - Formats : CD, téléchargement digital      | 18                       | 3                         | 15         | 60         | —          | —          | —          | 90         | 34         | —           | - Etats-Unis : Platine                                                          |
| Dale           | - Date de sortie : 17 juillet 2015 - Label : Polo Grounds, RCA, Mr. 305 - Formats : CD, téléchargement digital       | 97                       | 9                         | —          | —          | —          | —          | —          | 62         | 71         | —           |                                                                                 |

### Compilations
| Titre                        | Album                                                                                              | Classement États-Unis | Classement États-Unis  | Classement États-Unis | Classement États-Unis  | Certifications |
| Titre                        | Album                                                                                              | Billboard 200         | Top R&B/Hip-Hop Albums | Top Rap Albums        | Top Independent Albums | Certifications |
| ---------------------------- | -------------------------------------------------------------------------------------------------- | --------------------- | ---------------------- | --------------------- | ---------------------- | -------------- |
| Money Is Still a Major Issue | - Date de sortie : 15 novembre 2005 - Label : TVT - Formats : CD, téléchargement digital           | 25                    | 4                      | 2                     | 1                      |                |
| Original Hits                | - Date de sortie : 8 mai 2012 - Label : TVT, Bad Boy Latino - Formats : CD, téléchargement digital | 134                   | 19                     | 13                    | 20                     |                |
| International Takeover       | - Date de sortie : 9 juillet 2013 - Label : Ultra Records - Formats : CD, téléchargement digital   | –                     | –                      | –                     | –                      |                |

## Chansons

### En tant qu'artiste principal
| Titre                                                             | Année | Meilleure Position | Meilleure Position | Meilleure Position | Meilleure Position | Meilleure Position | Meilleure Position | Meilleure Position    | Meilleure Position | Meilleure Position | Meilleure Position | Certifications | Album                        |
| Titre                                                             | Année | US                 | US Rap             | AUS                | CAN                | FRA                | GER                | IRL [réf. nécessaire] | SPA                | SWI                | UK                 | Certifications | Album                        |
| ----------------------------------------------------------------- | ----- | ------------------ | ------------------ | ------------------ | ------------------ | ------------------ | ------------------ | --------------------- | ------------------ | ------------------ | ------------------ | --- | ---------------------------- |
| Culo (avec Lil Jon)                                               | 2004  | 32                 | 11                 | —                  | —                  | —                  | —                  | —                     | —                  | —                  | —                  | | M.I.A.M.I.                   |
| That's Nasty (avec Lil Jon and Fat Joe)                           | 2004  | —                  | —                  | —                  | —                  | —                  | —                  | —                     | —                  | —                  | —                  | | M.I.A.M.I.                   |
| Back Up                                                           | 2004  | —                  | —                  | —                  | —                  | —                  | —                  | —                     | —                  | —                  | —                  | | M.I.A.M.I.                   |
| Toma (avec lyes)                                                  | 2004  | 108                | 21                 | —                  | —                  | —                  | —                  | —                     | —                  | —                  | —                  | | M.I.A.M.I.                   |
| Dammit Man (avec Piccallo)                                        | 2004  | 119                | —                  | —                  | —                  | —                  | —                  | —                     | —                  | —                  | —                  | | M.I.A.M.I.                   |
| Everybody Get Up (featuring Pretty Ricky)                         | 2005  | —                  | —                  | —                  | —                  | —                  | —                  | —                     | —                  | —                  | —                  | | Money Is Still a Major Issue |
| Bojangles                                                         | 2006  | 91                 | —                  | —                  | —                  | —                  | —                  | —                     | —                  | —                  | —                  | | El Mariel                    |
| Ay Chico (Lengua Afuera)                                          | 2006  | 92                 | 19                 | —                  | —                  | —                  | —                  | —                     | —                  | —                  | —                  | | El Mariel                    |
| Dime/Tell Me (Remix) (avec Frankie J & Ken-Y)                     | 2006  | 116                | —                  | —                  | —                  | —                  | —                  | —                     | —                  | —                  | —                  | | El Mariel                    |
| Be Quiet                                                          | 2007  | —                  | —                  | —                  | —                  | —                  | —                  | —                     | —                  | —                  | —                  | | El Mariel                    |
| Secret Admirer (avec Lloyd)                                       | 2007  | —                  | —                  | —                  | —                  | —                  | —                  | —                     | —                  | —                  | —                  | | The Boatlift                 |
| The Anthem (avec Lil Jon)                                         | 2007  | 36                 | 8                  | —                  | —                  | 143                | 74                 | —                     | —                  | 64                 | —                  | | The Boatlift                 |
| Go Girl (avec Trina & David Rush)                                 | 2008  | 83                 | 25                 | —                  | —                  | —                  | —                  | —                     | —                  | —                  | —                  | | The Boatlift                 |
| Sticky Icky (avec Jim Jones)                                      | 2008  | —                  | —                  | —                  | —                  | —                  | —                  | —                     | —                  | —                  | —                  | | The Boatlift                 |
| Krazy (avec Lil Jon)                                              | 2008  | 30                 | 11                 | 38                 | 70                 | —                  | —                  | —                     | —                  | 59                 | —                  | - RIAA: Or | Rebelution                   |
| I Know You Want Me (Calle Ocho)                                   | 2009  | 2                  | 4                  | 2                  | 2                  | 1                  | 8                  | 5                     | 1                  | 2                  | 4                  | - RIAA: 2× Platine - ARIA: Platine - BPI: Argent - BVMI: Or - IFPI SWI: Or - MC: 3× Platine - PROMUSICAE: 3× Platinum | Rebelution                   |
| Blanco (featuring Pharrell)                                       | 2009  | —                  | —                  | —                  | —                  | —                  | —                  | —                     | —                  | —                  | —                  | | Fast & Furious BO            |
| Hotel Room Service                                                | 2009  | 8                  | 7                  | 11                 | 7                  | —                  | 22                 | 6                     | 15                 | 11                 | 9                  | - RIAA: Platine - ARIA: Platine - MC: 2× Platine                                                                      | Rebelution                   |
| Shut It Down (avec Akon)                                          | 2009  | 42                 | 17                 | 18                 | 23                 | —                  | 30                 | 30                    | —                  | 34                 | 33                 | - ARIA: Or - MC: Platine                                                                                              | Rebelution                   |
| Can't Stop Me Now (avec The New Royales)                          | 2009  | —                  | —                  | —                  | —                  | —                  | —                  | —                     | —                  | —                  | —                  | | Rebelution                   |
| Watagatapitusberry (avec Sensato, El Cata, Black Point & Lil Jon) | 2010  | —                  | —                  | —                  | —                  | —                  | —                  | —                     | —                  | —                  | —                  | | Armando                      |
| Maldito Alcohol (Pitbull vs. Afrojack)                            | 2010  | —                  | —                  | —                  | —                  | —                  | —                  | —                     | —                  | —                  | —                  | | Armando                      |
| Bon, Bon                                                          | 2010  | 61                 | —                  | 72                 | —                  | —                  | 39                 | —                     | 38                 | —                  | —                  | | Armando                      |
| Tu Cuerpo (featuring Jencarlos)                                   | 2010  | —                  | —                  | —                  | —                  | —                  | —                  | —                     | —                  | —                  | —                  | | Armando                      |
| Hey Baby (Drop It to the Floor) (avec T-Pain)                     | 2010  | 7                  | 8                  | 10                 | 10                 | 24                 | 24                 | 32                    | —                  | 19                 | 38                 | - ARIA: 2× Platine - IFPI SWI: Or - MC: 3× Platine                                                                    | Planet Pit                   |
| Give Me Everything (avec Ne-Yo, Afrojack & Nayer)                 | 2011  | 1                  | 4                  | 2                  | 1                  | 2                  | 2                  | 1                     | 2                  | 2                  | 1                  | - ARIA: 6× Platine - BPI: Platine - BVMI: 3× Or - IFPI SWI: 2× Platine - MC: 4× Platine - PROMUSICAE: Platine         | Planet Pit                   |
| Rain Over Me (avec Marc Anthony)                                  | 2011  | 30                 | 25                 | 9                  | 7                  | 2                  | 7                  | 16                    | 1                  | 3                  | 28                 | - ARIA: Platine - BVMI: Or - IFPI SWI: 2× Platine - MC: Platine - PROMUSICAE: Platine                                 | Planet Pit                   |
| International Love (avec Chris Brown)                             | 2011  | 13                 | 15                 | 15                 | 10                 | 6                  | 21                 | 8                     | 3                  | 13                 | 10                 | - ARIA: 2× Platinum - BVMI: Gold - IFPI SWI: Platinum - PROMUSICAE: Gold                                              | Planet Pit                   |
| Back in Time                                                      | 2012  | 11                 | 20                 | 4                  | 4                  | 3                  | 5                  | 15                    | 35                 | 6                  | 21                 | - ARIA: 3× Platine - BVMI: Platine - IFPI SWI: Or - MC: 3× Platine                                                    | Global Warming               |
| Get It Started (avec Shakira)                                     | 2012  | 89                 | —                  | 31                 | 42                 | 14                 | 31                 | —                     | 14                 | 32                 | 64                 | - MC: Or | Global Warming               |
| Don't Stop the Party (avec TJR)                                   | 2012  | 17                 | 3                  | 15                 | 8                  | 174                | 23                 | 20                    | 12                 | 59                 | 7                  | - ARIA: Platine - MC: Or - RIAA: Platine                                                                              | Global Warming               |
| Feel This Moment (avec Christina Aguilera)                        | 2013  | 13                 | 5                  | 6                  | 16                 | 23                 | 11                 | 30                    | 10                 | 20                 | —                  | | Global Warming               |
| Timber (avec Ke$ha)                                               | 2013  | 1                  | —                  | —                  | 1                  | 6                  | —                  | —                     | —                  | —                  | —                  | | Unknow                       |
| "—" Signifie que le single est non classé ou n'est pas sorti.     |       |                    |                    |                    |                    |                    |                    |                       |                    |                    |                    | | Unknow                       |

- Piensas (Dile La Verdad) ft Gente de Zona (2014)
- Quiero Saber ft Prince Royce & Ludacris
- No Lo Trates, (Avec. Daddy Yankee, Natti Natasha) (2019)
- Pitbull x Farruko x IAmChino x El Alfa x Omar Courtz - Ten Cuidado (2021, basé sur La Colegiala)
- Pitbull, Gipsy Kings : Bandolero (basé sur Bamboléo).
- Pitbull IAmChino, Víctor Cardenas Soy Asi (2025)

### Autres chansons classées
| Title                          | Année | Meilleure position | Album          |
| Title                          | Année | Slovaquie          | Album          |
| ------------------------------ | ----- | ------------------ | -------------- |
| Pearly Gates (featuring Nayer) | 2010  | 67                 | Non-album song |

### Participations

#### 2005
- Shake : Ying Yang Twins ft. Pitbull, sur l'album U.S.A. (United State of Atlanta)
- Hit the Floor : Twista ft. Pitbull

#### 2006
- Hustlin' : Rick Ross ft. Pitbull
- Holla at Me : DJ Khaled ft. Lil Wayne, Paul Wall, Fat Joe, Rick Ross & Pitbull
- Kamasutra : Adassa ft. Pitbull
- Born'n Raised : DJ Khaled ft. Trick Daddy, Rick Ross & Pitbull

#### 2007
- Crazy : Lumidee ft. Pitbull, sur l'album Unexpected

#### 2008
- Mi Alma Se Muere : Fuego ft. Omega & Pitbull
- Move Shake Drop : DJ Laz ft. Flo Rida, Casely, & Pitbull
- Feel It : DJ Felli Fel ft. T-Pain, Sean Paul, Flo Rida & Pitbull
- Shooting Star : David Rush ft. Pitbull LMFAO et Kevin Rudolf, sur l'album Feel The Rush Vol. 1

#### 2009
- Now I'm That Bitch : Livvi Franc ft. Pitbull
- Fresh Out The Oven : Jennifer Lopez ft. Pitbull
- Future Love : Kristinia DeBarge ft. Pitbull
- Lo Hecho Esta Hecho : Shakira ft. Pitbull, sur l'album She Wolf (Remix)
- Helpless : Backstreet Boys ft. Pitbull, sur l'album This Is Us
- Pearly Gates : Nayer ft. Pitbull
- I'm In Miami Bitch : LMFAO (Remix) ft. Pitbull
- Armada Latina : Marc Anthony ft. Pitbull, sur l'album Rise Up de Cypress Hill
- Now You See It : Honorebel ft. Pitbull & Jump Smokers

#### 2010
- Outta Control : Baby Bash ft. Pitbull
- Egoísta : Belinda ft. Pitbull
- Rep My City : DJ Khaled ft. Pitbull & Jarvis
- All Night Long : Alexandra Burke ft. Pitbull
- I Like It : Enrique Iglesias ft. Pitbull, sur l'album Euphoria
- I Wanna : Honorebel ft. Pitbull
- Get to Know Me Better : Naughty by Nature ft. Pitbull
- Game On : Tkzee & Dario G ft. Pitbull
- Superstar : Jump Smokers ft. Pitbull & Qwote
- DJ Got Us Fallin' in Love : Usher ft. Pitbull, sur l'EP Versus
- One Thing Leads to Another : Ray J ft. Pitbull
- Zun Zun Rompiendo Caderas (Remix) : Wisin y Yandel ft. Pitbull & Tego Calderón
- Bumpy Ride : Mohombi ft. Pitbull, sur l'album MoveMeant
- Fired Up (Fuck the Rece$$ion) : Shaggy ft. Pitbull

#### 2011
- Loca : Shakira, sur l'album Sale El Sol (versions espagnole et anglaise). En tant que compositeur.
- Rabiosa : Shakira ft. Pitbull, sur l'album Sale El Sol (version anglaise)
- On the Floor : Jennifer Lopez ft. Pitbull, sur l'album Love?
- Turn Around (5, 4, 3, 2, 1) (Part 2) : Flo Rida ft. Pitbull
- Baila Baila : JenCarlos ft. Pitbull & El Cata
- Bailando Por El Mundo : Juan Magán ft. Pitbull et El Cata
- Dance With Me : Riz (Chanteur) ft. Pitbull
- Rock the Boat : Bob Sinclar ft. Pitbull, Fatman Scoop et Dragonfly sur l'album Disco Crash
- U Know It Ain't Love : R.J ft. Pitbull, remixé par le DJ David May
- I Like How It Feels : Enrique Iglesias ft. Pitbull et The WAV's
- Pass at Me : Timbaland ft. Pitbull
- Put it On Me : Benny Benassi ft. Pitbull, sur l'album Electroman.
- Throw Your Hands Up (Dançar kuduro) - Qwote & Lucenzo ft. Pitbull sur l'album Emigrante del Mundo
- Boomerang : DJ Felli Fel ft. Akon, Jermaine Dupri & Pitbull
- Suavemente : Nayer ft. Mohombi & Pitbull

#### 2012
- Make It Rain : Courtney Argue Vs. Jeremy Greene ft. Pitbull
- There She Goes : Taio Cruz ft. Pitbull sur l'album TY.O
- Aleluya : Romeo Santos ft. Pibull
- We Run the Night : Havana Brown ft. Pitbull, remixé par RedOne
- Bailando Por Ahí (Remix) : Juan Magan ft. Pitbull & El Cata
- Spring break : Jump Smokers ft. Pitbull
- Name of Love : Jean-Roch ft. Pitbull & Nayer, sur l'album Music Saved My Life
- Dance Again : Jennifer Lopez ft. Pitbull
- Candy : Far East Movement ft. Pitbull, sur l'album Dirty Bass
- Bedroom : Redd ft. Qwote & Pitbull
- Same Shit : Qwote ft. Pitbull
- Ai se eu te pego : Michel Telo (Remix) ft. Pitbull
- Raise The Roof : Hampenberg & Alexander Brown ft. Fatman Scoop, Pitbull & Nabiha
- Beat on My Drum : Gabry Ponte & Sophia del Carmen ft. Pitbull
- I'm All Yours : Jay Sean ft. Pitbull
- Crazy People (Remix) : Sensato ft. Pitbull & Sak Noel
- Gimme Dat Ass : Sidney Samson ft. Pitbull & Akon
- Feel Alive : Fergie ft. Pitbull & DJ Poet
- Letting Go : Qwote ft. Mr. Worldwide (Pitbull)
- Bad (Afrojack Remix) : Michael Jackson ft. Pitbull
- Hiya Hiya : ft. Cheb Khaled
- Live 4 Die 4 : R.J ft. Pitbull
- 100% Freaky : A-Roma ft. R.J & Pitbull & Play N Skillz
- Richest Man : Play N Skillz ft. Pitbull
- Till The Stars Come Out : Estello ft. Pitbull & Roscoe Umali

#### 2013
- Confesion : Sensato ft. Pitbull
- You're Ma Chérie 2K13 : DJ Antoine ft. Pitbull
- Sin Ti (I Don't Want To Miss A Thing) : Dyland & Lenny ft. Pitbull, Beatriz Luengo
- All Night : Team Pitbull ft. David Rush & Pitbull
- Spread My Wings : Vine Street ft. Pitbull, Dale Saunders & Raquel (Davis Redfield Mix)
- Sping Love 2K13 : Stevie B ft. Pitbull
- Pas Touché : Maître Gims ft. Pitbull sur l'album Subliminal.
- Sexy People (The Fiat Song) : Arianna ft. Pitbull
- Live It Up : Jennifer Lopez ft. Pitbull
- Habibi I Love You : Ahmed Chawki ft. Pitbull
- Booty Booty : Sensato ft. Pitbull
- We Ain't Even Supposed To Be Here : Sensato ft. Pitbull
- Faded : Chris Brown ft. Akon & Pitbull
- Live It Up : Jennifer Lopez ft. Pitbull
- Exotic : Priyanka Chopra ft. Pitbull
- Can't Believe It : Flo Rida ft. Pitbull
- Love Is Going Nowhere : Diva feat Pitbull & Taboo & Roscoe Umali

#### 2014
- Scared : Tera and Player N Skillz feat. Amanda Wilson and Pitbull
- YO QUIERO" (Si tu te enamoras) : Gente de Zona ft Pitbull

#### 2015
- Back It Up : Prince Royce ft Pitbull
- When I Am With U : Lotus & Sonic Acoustics feat. Pitbull & A. Rose Jackson (& Grupo Extra pour le remix bachata)

#### 2016
- La Gozadera" : (Mr. Worldwide Remix) feat Gente de Zona, Marc Anthony

#### 2017
- Mi Gente (Remix mondial) :feat J Balvin, Willy William, Mohombi

#### 2019
- Imagínate feat Tito El Bambino, El Alfa

#### 2020
- Damn I Love Miami feat Lil Jon
- Beside U feat Monsta X

#### 2022
- Bandida feat IAmChino, Yandel

## Clips vidéo
| Titre                                               | Date | Réalisateur(s)                 |
| --------------------------------------------------- | ---- | ------------------------------ |
| "Culo"                                              | 2004 | Coodie and Chike               |
| "Dammit Man"                                        | 2004 | Flyy Kai                       |
| "Toma ft lyes                                       | 2005 | Jessy Terrero et Lil Jon       |
| "Everybody Get Up" (featuring Pretty Ricky)         | 2005 | Dr.Teeth                       |
| "Bojangles"                                         | 2006 | Marcus Raboy et Lil Jon        |
| "Be Quiet"                                          | 2006 |                                |
| "Ay Chico (Lengua Afuera)"                          | 2006 | Bernard Gourley                |
| "Go Girl"                                           | 2007 | David Rousseau                 |
| "Secret Admirer"                                    | 2007 | David Rousseau                 |
| "The Anthem"                                        | 2008 | David Rousseau                 |
| "Krazy"                                             | 2008 | David Rousseau                 |
| "I Know You Want Me (Calle Ocho)"                   | 2009 | David Rousseau                 |
| "Blanco"                                            | 2009 | Dereck Janniere et Paul Hunter |
| "Hotel Room Service"                                | 2009 | David Rousseau                 |
| "Shut It Down"                                      | 2009 | David Rousseau                 |
| "Cant Stop Me Now"                                  | 2009 | David Rousseau                 |
| "Pearly Gates" (featuring Nayer)                    | 2009 | David Rousseau                 |
| "Armada Latina"                                     | 2009 |                                |
| "Watagatapitusberry"                                | 2009 |                                |
| "Now I'm That Bitch" (Livvi Franc avec Pitbull)     | 2009 | Sarah Chatfield                |
| "Maldito Alcohol"                                   | 2010 |                                |
| "Bon, Bon"                                          | 2010 |                                |
| "Tu Cuerpo"(featuring Jencarlos)                    | 2010 |                                |
| "All Night Long"                                    | 2010 | Dale "RAGE" Resteghini         |
| "I Like It" (Enrique Iglesias avec Pitbull)         | 2010 | Wayne Isham                    |
| "I Like It" (Jersey Shore version)                  | 2010 | David Rousseau                 |
| "DJ Got Us Fallin' in Love" (Usher avec Pitbull)    | 2010 | Hiro Murai                     |
| "Hey Baby (Drop It to the Floor)" (avec T-Pain)     | 2010 | David Rousseau                 |
| "On the Floor" (Jennifer Lopez avec Pitbull)        | 2011 | TAJ Stansberry                 |
| "Give Me Everything" (avec Ne-Yo, Nayer & Afrojack) | 2011 | David Rousseau                 |
| "Rain Over Me" (avec Marc Anthony)                  | 2011 | David Rousseau                 |
| "International Love" (avec Chris Brown)             | 2011 | David Rousseau                 |